# William Fisher (bokser)
William „Billy” Fisher (ur. 14 marca 1940 w Craigneuk, przedmieściu Wishaw, zm. 6 października 2018 w Wishaw) – szkocki bokser, medalista olimpijski z 1960.
W 1960, w wieku 20 lat zdobył mistrzostwo Wielkiej Brytanii amatorów w wadze lekkośredniej i wyjechał na igrzyska olimpijskie do Rzymu. Tam wygrał trzy walki, w tym ćwierćfinałową z Henrykiem Dampcem i zdobył brązowy medal. W półfinale pokonał go Carmelo Bossi.
W 1961 Fisher przeszedł na zawodowstwo. Walczył w wadze średniej. Stoczył 33 walki, z których 21 wygrał (9 przed czasem), a 12 przegrał (również 9 przed czasem). Zakończył karierę bokserską w 1967.